# Calvyn Justus
Calvyn Justus (Johannesburg, 14 dicembre 1995) è un nuotatore e modello sudafricano.

## Biografia
Il 3 dicembre 2014 ai Campionati mondiali di nuoto in vasca corta di Doha 2014 ha fatto parte della staffetta 4x100 metri con i connazionali Leith Shankland (48"05), Jimmie Clayton (47"89) e Myles Brown (48"61) che facendo registrare il tempo di 3'12"87 ha stabilito il record africano nella specialità. Il suo tempo personale di frazione è stato di 48"32.
Ai Giochi panafricani di Brazzaville 2015 ha vinto l'oro nelle staffette 4x100 e 4x200 metri stile libero.
Ai Campionati africani di nuoto di Bloemfontein 2016 ha vinto la medaglia d'oro nella staffetta 4x100 metri stile libero mista, con Gabi Grobler, Samantha Labuschagne e Myles Brown, quella d'argento nei 100 metri stile libero e la medaglia di bronzo nei 200 metri stile libero.
Ha rappresentato il Sudafrica ai Giochi olimpici estivi di Rio de Janeiro 2016, gareggiando nella staffetta 4x200 stile libero maschile, con Myles Brown, Sebastien Rousseau e Dylan Bosch.
Particolarmente avvenente, svolge anche l'attività di modello.

## Record africani del nuoto
| Specialità                     | Tempo   | Evento                                           | Luogo | Data            | Note  |
| ------------------------------ | ------- | ------------------------------------------------ | ----- | --------------- | ----- |
| Staffetta 4x100 m stile libero | 3'12"87 | Campionati mondiali di nuoto in vasca corta 2014 | Doha  | 3 dicembre 2014 | [ 1 ] |

## Palmarès
- Campionati africani

Bloemfontein 2016: oro nella 4x100m sl; oro nella 4x200m sl; oro nella 4x100m misti; oro nella 4x100m sl mista, argento nei 100m sl e bronzo nei 200m sl.
- Giochi panafricani

Brazzaville 2015: oro nella 4x100m sl e nella 4x200m sl.
- Giochi del Commonwealth

Glasgow 2014: argento nella 4x100m sl e bronzo nella 4x200m sl.
Gold Coast 2018: bronzo nella 4x100m misti.